# Алмиранте Браун
Алмиранте Браун (шп. Almirante Brown) је партидо у Аргентини у покрајини Буенос Ајрес. Према процени из 2005. у граду је живело 548.180 становника.

## Становништво
Према процени, у граду је 2005. живело 548.180 становника.
| 1980.   | 1991.   | 2001.   |
| ------- | ------- | ------- |
| 331.919 | 449.018 | 514.491 |